# Union Sportive des Chaouia
La Union Sportive des Chaouia (US Chaouia) (àrab: الاتحاد الرياضي للشاوية, al-Ittiḥād ar-Riyāḍī li-x-Xāwiya, ‘Unió Esportiva dels Xàwiya’) és un club de futbol algerià de la ciutat d'Oum El Bouaghi.
El club va ser fundat el 1936 i els seus colors són el groc i el negre.
Evolució del nom:
- 1936-1976: US Canrobert
- 1976-1989: IRB Oum El Bouaghi
- 1989-avui: US Chaouia

## Palmarès

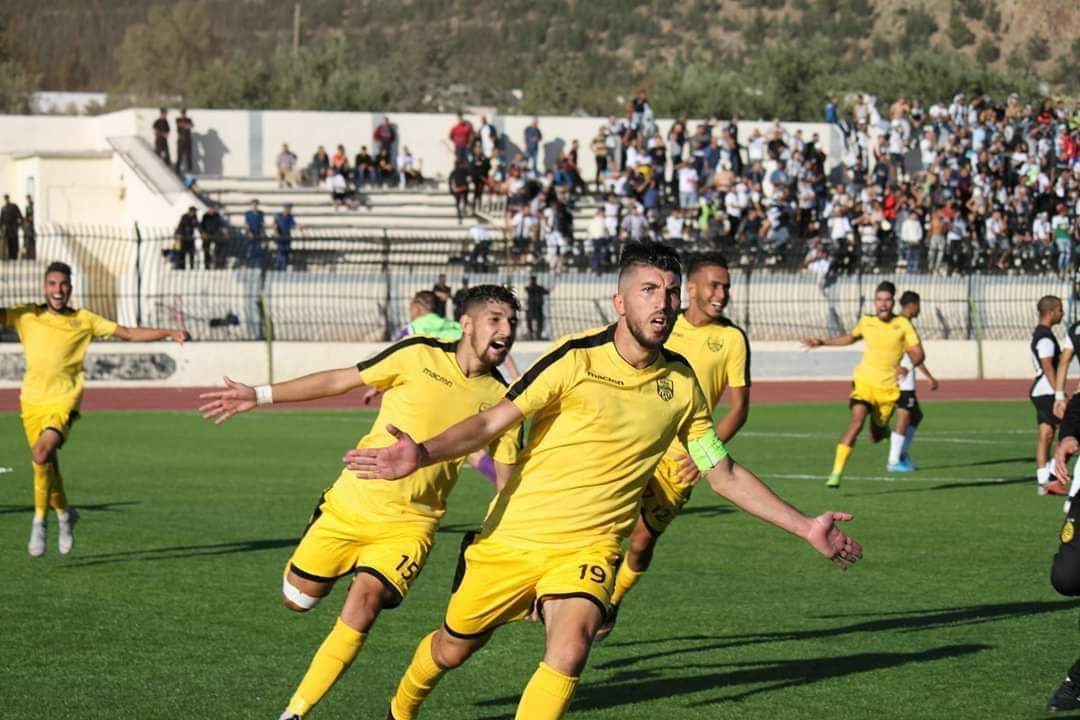
Jugadors de l'US Chaouia.

- Lliga algeriana de futbol:[2]
  - 1994
- Copa algeriana de futbol:[3]
  - 1994